# Myristica gillespieana
Myristica gillespieana är en tvåhjärtbladig växtart som beskrevs av A. C. Smith. Myristica gillespieana ingår i släktet Myristica och familjen Myristicaceae. Inga underarter finns listade i Catalogue of Life.